# Ömsargrundet
Ömsargrundet är ett skär i Åland (Finland). Det ligger i Skärgårdshavet och i kommunen Brändö i landskapet Åland, i den sydvästra delen av landet. Ön ligger omkring 76 kilometer nordöst om Mariehamn och omkring 210 kilometer väster om Helsingfors. Ömsargrundet ligger 1 meter över havet.
Öns area är 0,6 hektar och dess största längd är 170 meter i sydväst-nordöstlig riktning. Trakten är glest befolkad. Närmaste större samhälle är Brändö, 6,1 km sydväst om Ömsargrundet.